# Bassia hyssopifolia
Bassia hyssopifolia là loài thực vật có hoa thuộc họ Dền. Loài này được (Pall.) Kuntze mô tả khoa học đầu tiên năm 1891.